# Torre de Beneixama

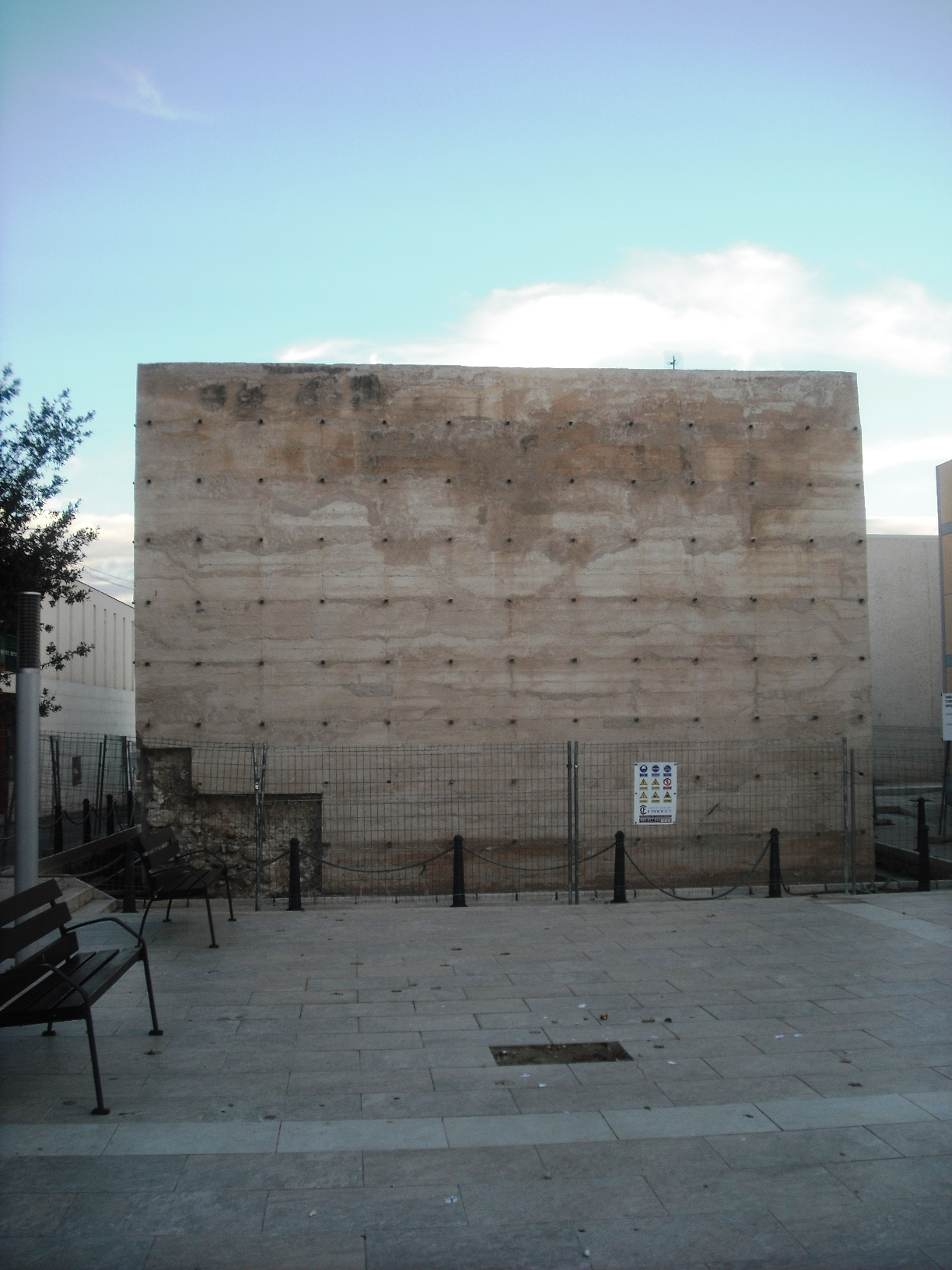
Torre de Beneixama, Espanha

A Torre de Beneixama localiza-se no termo do município de Beneixama, na província de Alicante, na comunidade autónoma da Comunidade Valenciana, na Espanha.

## História
A primitiva ocupação de seu sítio remonta ao período dos Iberos e dos romanos, associada ao chamado “Caminho de Caudet” e ao rio Vinalopó.
Durante o período muçulmano, esta povoação agrícola foi denominada de "Benixàmer".
Posteriormente, com a Reconquista cristã da região, a povoação foi tomada pelas forças do rei Jaime I de Aragão em 1245, quando da conquista de Biar. A primeira menção documental à torre de Beixama é uma prestação de contas com a data de 1254. A torre, a povoação e seus domínios foram doados em 1276 por Jaime I de Aragão ao cavaleiro Gil Martí d'Oblites como recompensa por seu auxílio nas lutas contra os muçulmanos.
No século XV a região foi muito afectada durante as guerras com o reino de Castela. Em 1448, o rei Afonso V de Aragão, o Magnânimo, em Nápoles, concedeu-lhe o título de vila e deu-lhe por escudo de armas, ainda hoje utilizado, uma torre com duas chaves cruzadas, como símbolo de sua resistência.
Chegou aos nossos dias em péssimo estado de conservação, em mãos de particulares, e correu o risco de ser demolida para dar lugar a moradias. Uma campanha de recolhimento de fundos graças à mobilização da população local em torno de seu património, conseguiu conservá-la. Actualmente vem sofrendo intervenção de consolidação e restauro. Está prevista a implantação de um centro museológico para expor os vestígios arqueológicos recuperados no entorno da torre e na localidade.

## Características
Implantada na área urbana, segundo especialistas em arte e arquitectura islâmica, a torre deveria apresentar primitivamente entre 14 e 18 metros de altura.